# Rhytidoponera abdominalis
Rhytidoponera abdominalis é uma espécie de formiga do gênero Rhytidoponera.